# Квіткова діаграма
Квіткова діаграма — малюнок квітки, схема квітки — графічне, схематичне зображення будови певного виду квітки в поперечному розрізі, де відповідними умовними позначеннями позначено її симетрію, а елементи (чашолистки, пелюстки віночка, тичинки) окремі кола, а також схема поперечного розрізу яєчника з проілюстрованим розташуванням семязачатков, перегородок і камер. Крім того, він містить символічне зображення осі суцвіття (у вигляді чорної точки над малюнком) і приквітка квітки (під квіткою).
Квітковий малюнок містить більш повну інформацію про будову квітки порівняно з рослинним візерунком.

## Приклади
| Partial inflorescence of Theobroma cacao                                                                  | Floral diagram of Pyrus communis                                                           |
| Partial inflorescence of Theobroma cacao (after Ronse De Craene). Квіткова формула: ✶ K5 C5 A(5°+5²) G(5) | Floral diagram of Pyrus communis (after Eichler). Квіткова формула: ✶ K(5) C5 A10+5+5 Ğ(4) |